# Antoine Gargault
Antoine Gargault (nacido en Bourges), fue un escultor francés del siglo XVII.
Se conocen de este artista numerosas obras, entre ellas, los escudos de armas de la ciudad de Bourges y los de la alcaldía en las murallas (1610), el frontispicio de la Iglesia de los Santos Padres Mínimos (1619), las armas reales, las de los príncipes, las de la ciudad, alcaldía y regidores sobre el frontispicio nuevamente construido de Saint-Privé (1612); una galería en el antiguo Ayuntamiento (hoy colegio) en colaboración de Jean Lejuge (1622-23); la reedificación de la torre del monumento anterior; el campanario de madera del convento de las carmelitas y una figura de piedra en el ayuntamiento.